# Ковалівка (Чортківський район)

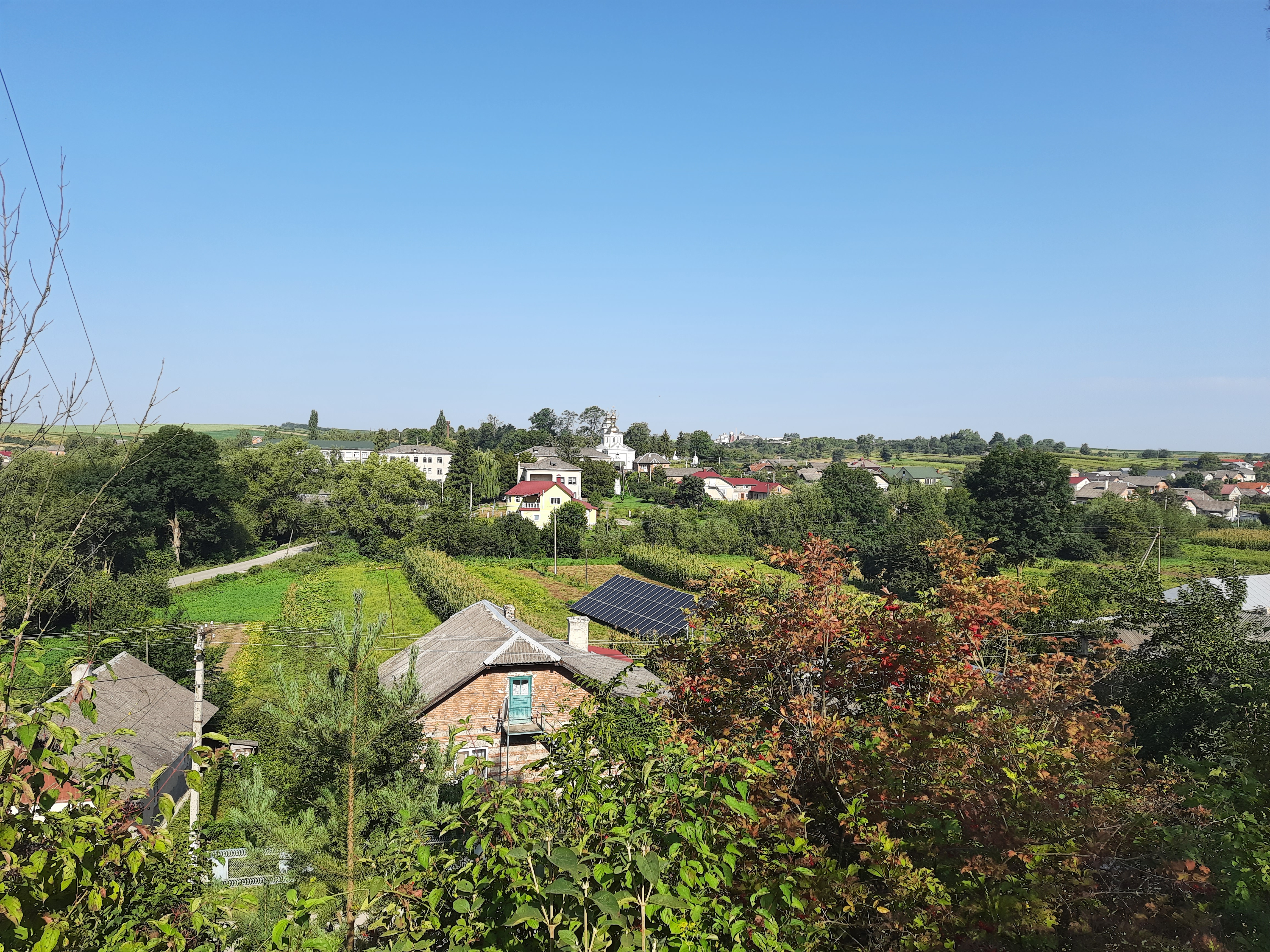
Вигляд на село

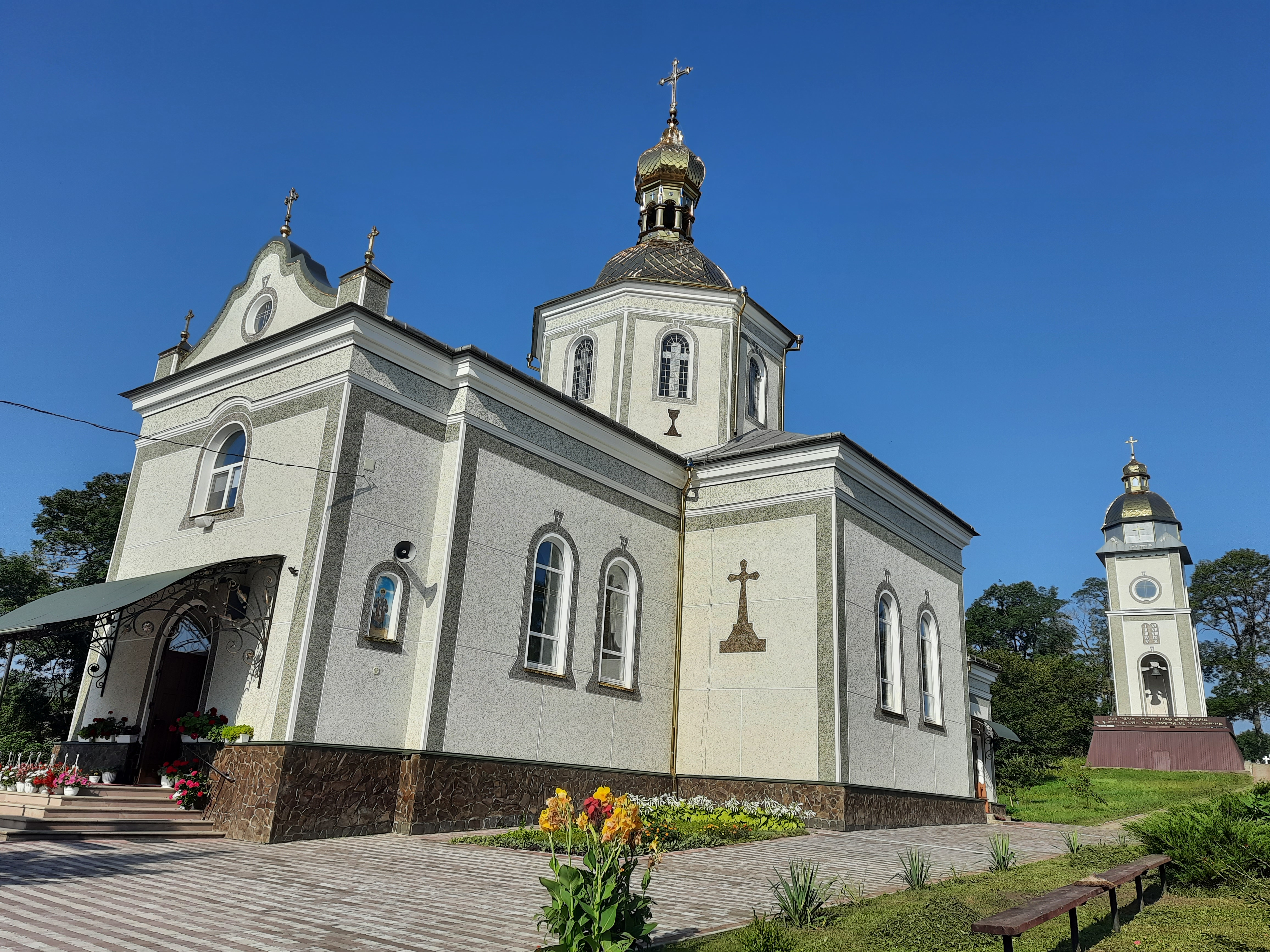
Церква святого Миколая

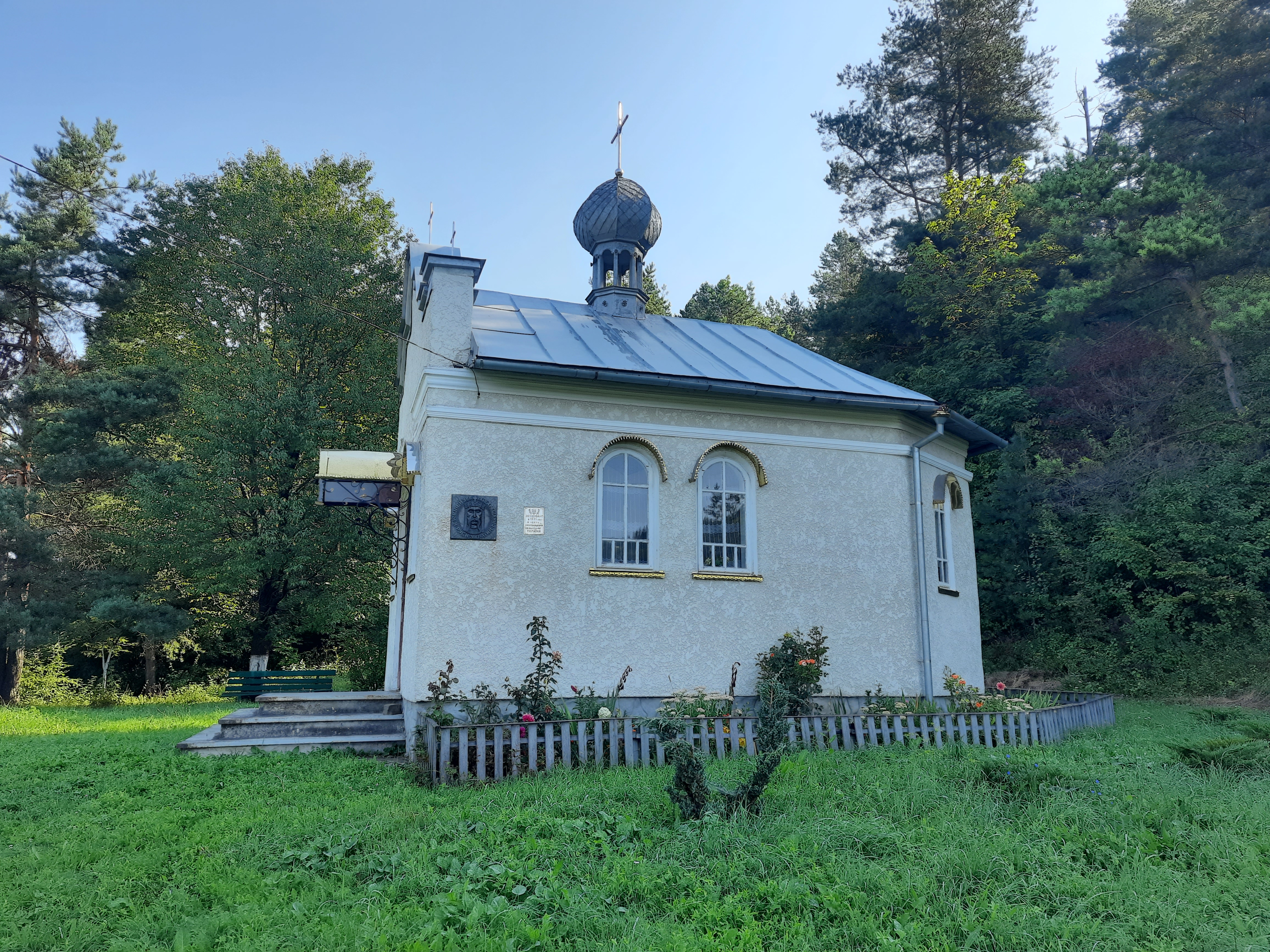
Каплиця

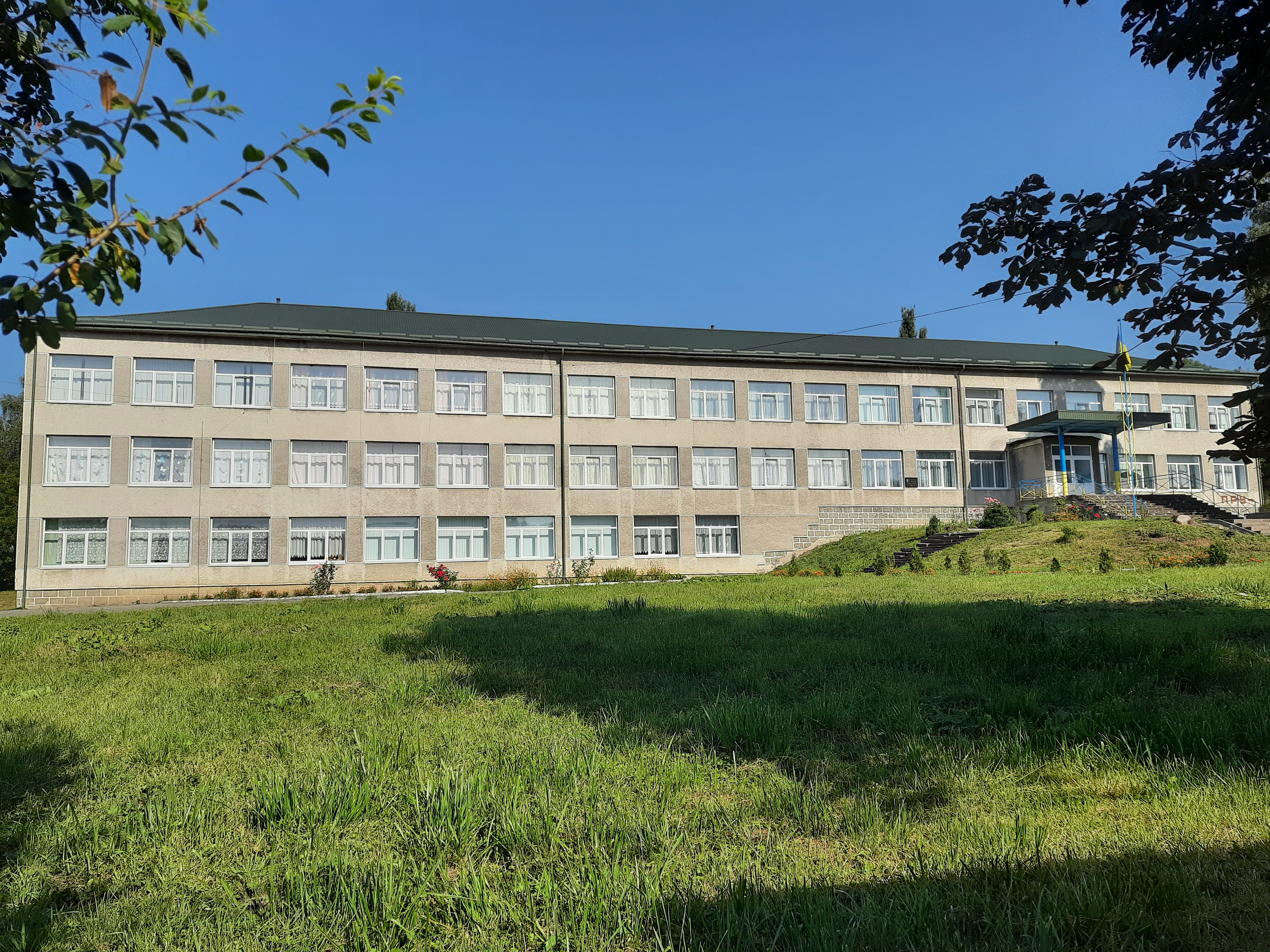
Школа

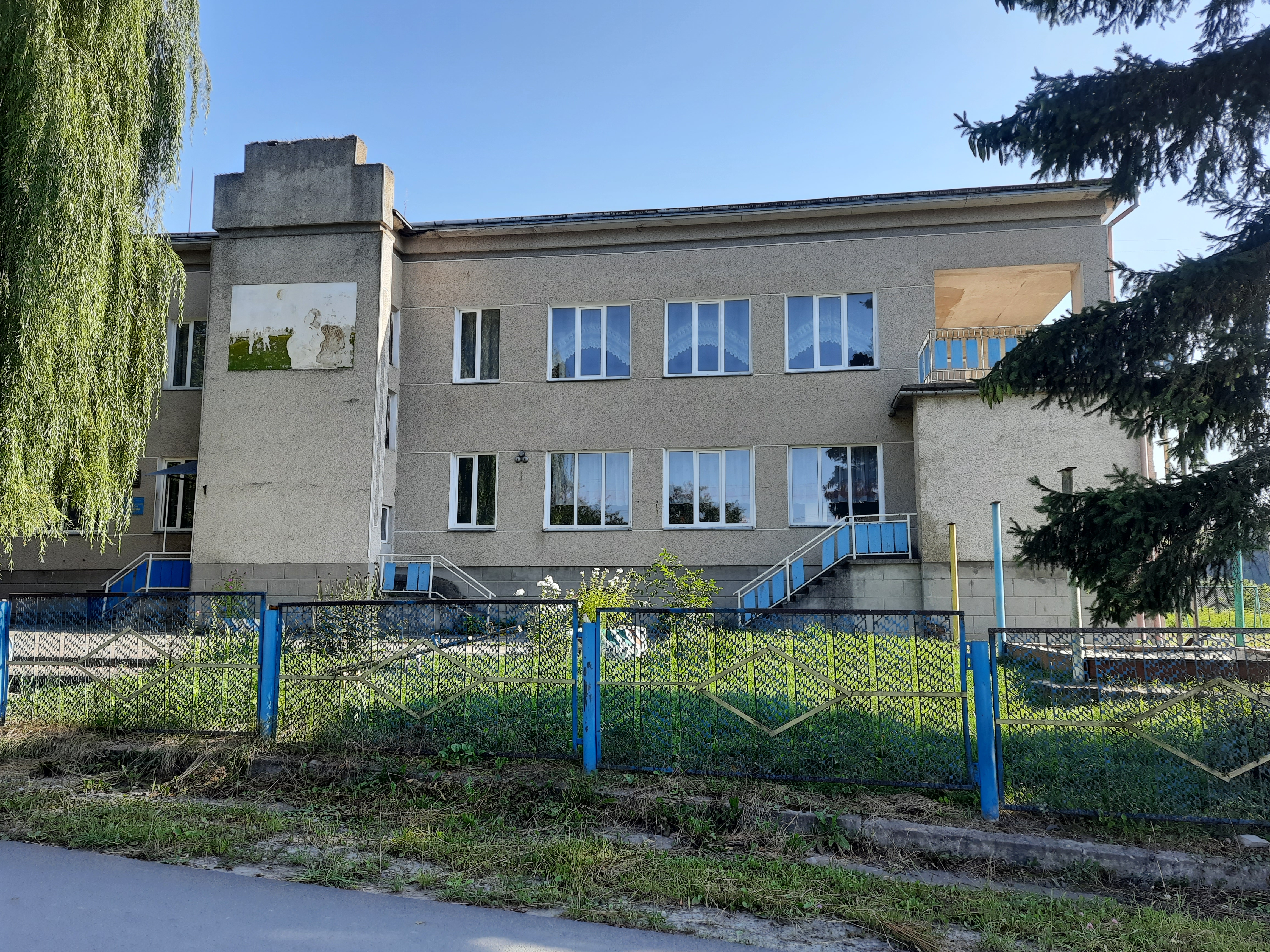
Будинок культури

Ковалі́вка — село в Україні, у Монастириській міській громаді Чортківського району Тернопільської області. Розташоване на річці Добровідка, на північному сході району. 
Населення — 1198 осіб (2003). До 2018 — центр сільської ради. Від 2018 року ввійшло у склад Монастириської міської громади.
На околицях села є Ковалівський загальнозоологічний заказник.

## Географія
Сусідні населені пункти:

## Населення

### Мова
Розподіл населення за рідною мовою за даними перепису 2001 року:
| Мова       | Кількість | Відсоток |
| ---------- | --------- | -------- |
| українська | 1213      | 99.67%   |
| російська  | 4         | 0.33%    |
| Усього     | 1217      | 100%     |

## Історія
Перша писемна згадка — 1587 року.
Власник села О. Сененський 1629 року передав під заставу Ковалівку на 3 роки за 26600 польських злотих С. Крогулецькому та В. Броновському. Влітку того ж року село пограбували татари. У жовтні майбутній краківський воєвода Станіслав Любомирський між Монастириськами і Ковалівкою розгромив татар, які поверталися з-під Бурштина з великим грабунком.
Від 2-ї половини XIX ст. у Ковалівці почали діяти гуральня (засновники Богуші) та пивний завод.
У серпні 1920 року в Ковалівці Симон Петлюра та Михайло Омелянович-Павленко (командарм УНР) приймали парад полку «Чорних Запорожців» (армії УНР). Штаб командира полку — легендарного Петра Дяченка — розташовувався на обійсті отця-пароха біля річки.
Від 1930-х років у селі діяв осередок ОУН.
У воєнні роки війтом села був Павло Слюсарчин (1902–1945). Загинув від рук большевицьких окупантів під час облави.
У національно-визвольній боротьбі ОУН та УПА брали участь:
- Павло Гулька (1906 р. н.), Дмитро Колодницький (1912 р. н.), Михайло Косаняк (1926–1944), Василь (1904–1945) та Володимир (1923–1946) Серган, Костянтин Слюсарчин (1907–1945), Василь Черкавський (1925 р. н.), Володимир (1923–1945) і Василь (1925–1945) Федчиняки та багато інших.

Зв’язковими були Євгенія Воробець (Черкавська; 1927 р. н.), Софія (1929 р. н.) та Іванка (1928 р. н.) Слюсарчин. Активними в цій боротьбі були й люди старшого віку: Володимир Волошин, Іван та Михайло Піхи, Павло Слюсарчин (1902–1945), Яків Черкавський (1901–1945).
У ніч із 12 на 13 травня 1957 внаслідок потопу загинуло 4 особи.
Протягом 1962–1966 село належало до Бучацького району. 
12 червня 2020 року, відповідно до розпорядження Кабінету Міністрів України № 724-р «Про визначення адміністративних центрів та затвердження територій територіальних громад Тернопільської області» увійшло до складу Монастириської міської громади.
19 липня 2020 року, в результаті адміністративно-територіальної реформи та ліквідації Монастириського району, село увійшло до складу Чортківського району.

### Епідемія коронавірусу
Під час пандемії коронавірусної хвороби-2019 25 березня 2020 року 68-річний житель села Ковалівки став першим померлим хворим на Covid-2019 у Тернопільській області.
Станом на 29 березня 2020 року в селі було інфіковано 4 осіб COVID-19 (і 44 в районі). 

## Політика

### Парламентські вибори, 2019
На позачергових парламентських виборах 2019 року у селі функціонувала окрема виборча дільниця № 610684, розташована у приміщенні школи.
Результати
- зареєстровано 838 виборців, явка 64,20%, найбільше голосів віддано за «Слугу народу» — 41,34%, за Всеукраїнське об'єднання «Батьківщина» — 12,10%, за «Голос» — 11,36%.[6] В одномандатному окрузі найбільше голосів отримав Микола Люшняк (самовисування) — 47,57%, за Ігоря Сопеля (Слуга народу) — 20,71%, за Аллу Стечишин (самовисування) — 11,01%[7].

## Релігія

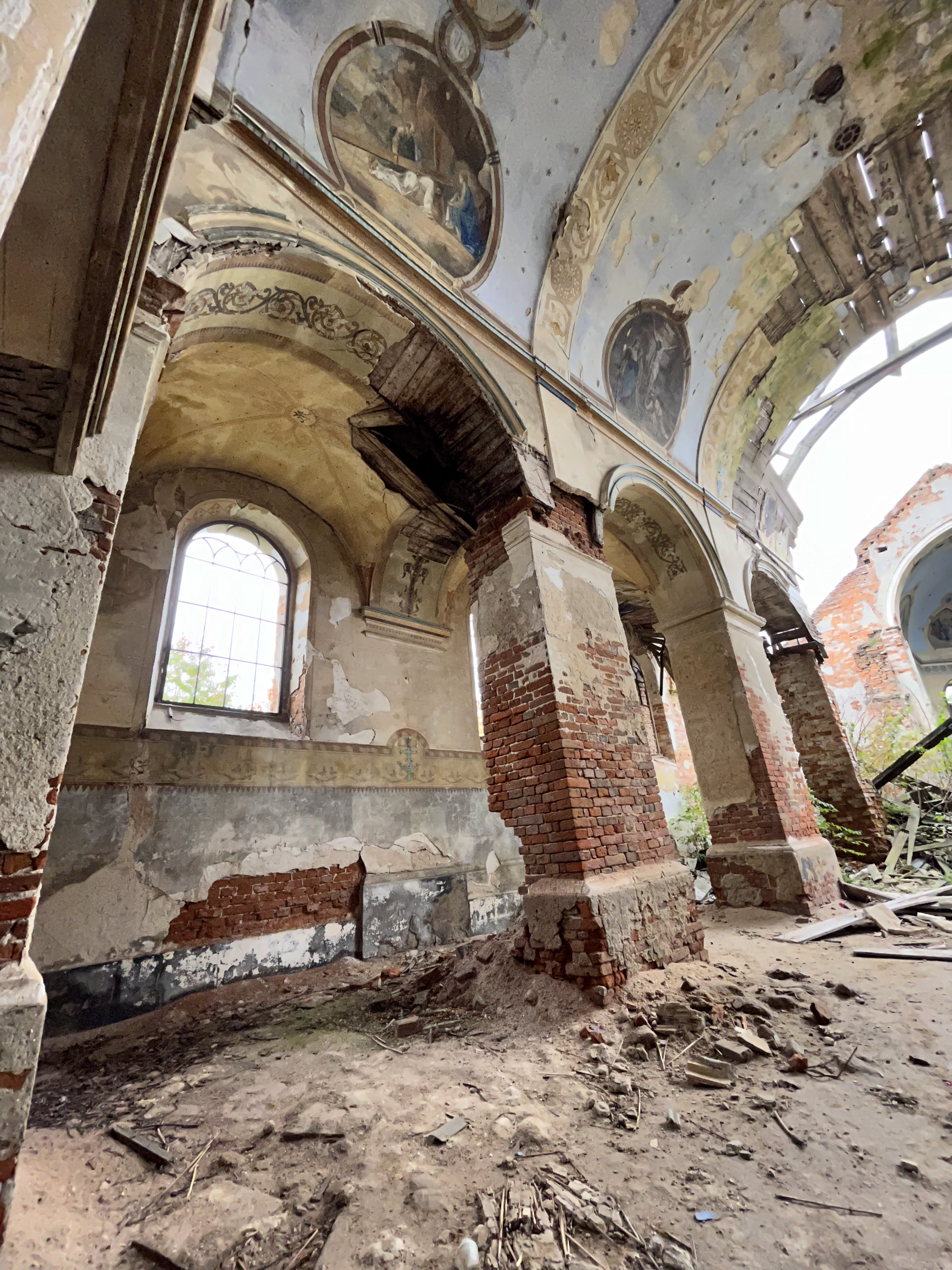
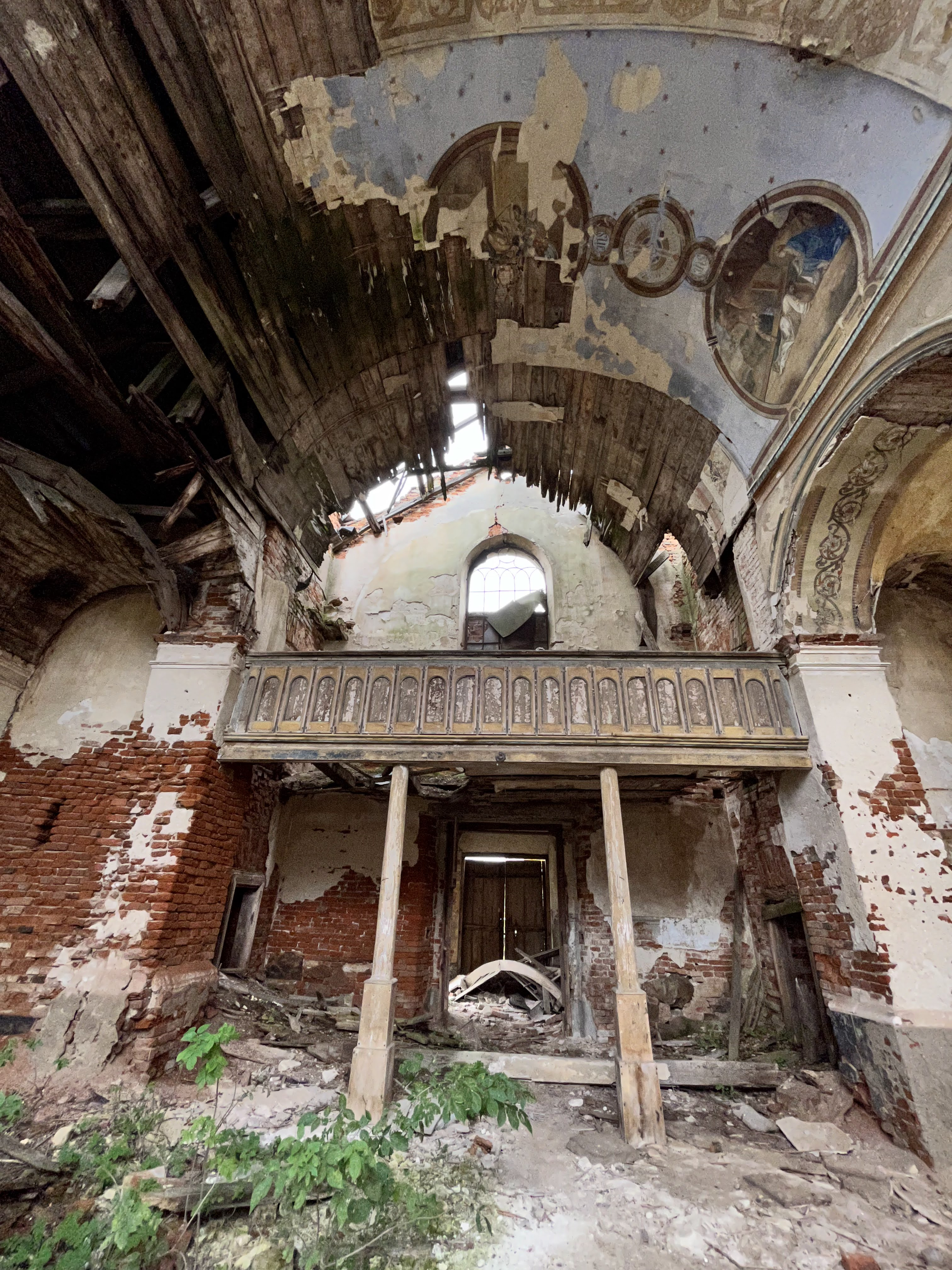

- церква святого Миколая (1801, дерев'яна, згоріла; 1926, кам'яна),
- костел Материнства Пресвятої Діви Марії (1864).

Парохи:
- - о. Миколай Красицький (1861–1943), совітник Єпископської Консисторії, рукопокладений 1887, інстольований 1895, одружений.
  - о. Юрій Тодорів, 1908 р. н., рукопокладений 1937, неодружений, служив сотрудником пароха о. Володимира Левицького в с. Лядське.
- Руїни колишнього костелу Материнства Пресвятої Діви Марії (1862 - 1864).[8]
- 4 каплички

Число душ греко-католиків (українців) було 739, римо-католиків (поляків) — 384, жидів — 5.

## Пам'ятки
- символічна могила УСС (1991),
- пам'ятний знак Борцям за волю України (2002).

## Соціальна сфера
До 1939 року діяла 3-класна школа з польською мовою навчання.
У 1976 році збудовано (місцевими будівельниками під керівництвом А. С. Дзюбінського) нову (замість восьмирічної) середню школу.
Діють Будинок культури, бібліотека, ФАП, відділення зв'язку, спиртозавод, ковбасний цех.

## Спорт

#### Футбол
У селі є футбольна команда «ФК Ковалівка», яка виступає в районній першості з футболу.
«ФК Ковалівка» — Чемпіон Монастириського району з футболу (2013), Віце-чемпіон Монастириського району з футболу (2012), дворазовий бронзовий призер Чемпіонату Монастириського району з футболу (2014, 2015), срібний призер Чемпіонату Монастириського району з міні-футболу (2016).

У період з 2005 по 2007 роки діяла футбольна школа, тренером якої був Рудницький Ярослав. У 2014 році його сини Павло та Володимир продовжили справу батька, відновивши дитячу футбольну школу.

### Волейбол
Також ковалівські волейболісти кожного року на районних змагання виборюють призові місця.

## Культура
До 1940-х років у Ковалівці діяли читальня «Просвіти» (керував Яків Слюсарчин), духова оркестра, аматорський гурток, гурток «Сільського господаря», спортове товариство «Луг». Організаторами культурно-просвітницької та національно-патріотичної праці на селі були отець Красіцький і Томко Дронь.
У 1970-1980-х роках при сільському будинку культури був хор (керівник Антон Дзюбінський). У 1980-х роках у Ковалівці діяв театральний гурток, яким керував Павло Дронь.

## Відомі люди

### Уродженці поселення
- Володимир «Шелест» Черкавський (1925—2005) — вояк УПА, один з останніх повстанців-підпільників на Тернопільщині[9].

### Пов'язані з селом
- о. Роман Гузан (1910—1992) — греко-католицький священик, педагог, в'язень ГУЛАГу. На сільській парафії працював сотрудником впродовж квітня 1939 — серпня 1939 рр.